# Coronel Mariano Peraza
Pour les articles homonymes, voir Peraza.
Coronel Mariano Peraza est l'une des huit paroisses civiles de la municipalité de Jiménez dans l'État de Lara au Venezuela. Sa capitale est La Ceiba.

## Géographie

### Démographie
Hormis sa capitale La Ceiba, la paroisse civile comporte plusieurs localités, dont :
- La Ceiba
- La Falda
- Los Jebes

## Environnement
Le nord du territoire est inclus dans le parc national Cerro Saroche.